# Фонд Bertelsmann
Фонд Bertelsmann (нем. Bertelsmann Stiftung) — международный фонд со штаб-квартирой в Гютерсло (Германия).

## Организация
Фонд был основан в 1977 году Рейнхардом Моном. В настоящий момент владеет 77,4 % акций компании Bertelsmann AG.
В фонде работают 330 сотрудников, 185 из которых заняты менеджментом проекта. Руководство фондом осуществляет правление, в которое входят представители семьи Мон — Лиз Мон и Бригитте Мон, а также председатель правления Гунтер Тилен и Йорг Дрэгер. Йоханнес Мейер был выведен из правления 31 июля 2009 года. Фонд находится под наблюдением совета кураторов, председателем которого является Дитер Фогель. Кроме него в совет входят: Лиз Мон, Вернер Бауер (генеральный директор Nestlè AG), Вольф Бауер, Вульф Бернотат, Уве Бикер, Клаус-Дитер Леманн, Кристоф Мон, Эдуардо Монтес, Элизабет Потт, Томас Раушенбах, Клаус-Петер Зиглох и Вольфганг Шюссель.

## Цели и деятельность
Фонд Bertelsmann позиционирует себя в качестве независимого и политически нейтрального фонда. Фонд хочет осуществлять «конкретный вклад в решение актуальных общественных проблем». За идеал приняты принципы «во всех областях жизни должен использоваться предприимчивый, эффективный формообразующий подход» и «как можно меньше государства». Фундаментом фонда является убеждение, «что конкуренция и гражданская инициатива это сущностный базис общественного прогресса».
Согласно своему уставу, фонд Bertelsmann работает только оперативно и не занимается протекцией. Это значит, что фонд не предоставляет стипендий и не поддерживает чужих проектов, а выделяет средства только на собственные проекты, дефинированные в парадигме стратегических целей собственников.
Фонд видит себя, с одной стороны, в качестве мастерской реформ, которая создаёт концепции моделей и реализует их; с другой стороны, фонд хочет оказывать прямое влияние на принимающих решения политиков с помощью улучшения качества консультаций.
Планируется работа над проектами моделей по темам образования, экономики и социальной сферы, культуры предпринимательства, здравоохранения, международного взаимопонимания, культуры и развития фондов. Главный принцип фонда означает для этих проектов, что все задействованные лица или области прежде всего получают оценку эффективности, идёт ли речь о трудоустройстве, системе здравоохранения, коммунальном управлении, учреждении образования, целой федеральной земле или отдельной стране.
Посредством «Центра развития высшей школы» (нем. Centrum für Hochschulentwicklung) и «Проекта самостоятельной школы» (нем. Projekt Selbstständige Schule) фонд получил влияние на образовательную политику Германии, с помощью «Центра менеджмента больниц» — на политику здравоохранения.
Примером для подражания в воздействии на политику и общество служит научный партнёр фонда Bertelsmann, «Центр прикладных политических исследований» (нем. Centrum für angewandte Politikforschung, ЦППИ). По его собственным данным, это самый большой исследовательский институт Германии, занимающийся консультированием по вопросам европейской и международной политики; многие сотрудники исследовательской группы Bertelsmann по политике это бывшие работники ЦППИ, бывший представительный директор ЦППИ, Йозеф Яннинг является руководителем этой группы. Фонд Bertelsmann проводит мастер-классы, семинары и конференции, на которых организуются встречи между чиновниками и политиками с придерживающимися линии фонда экспертами.
Издаваемый ежегодно с 2004 года и часто цитируемый в прессе рейтинг местоположений предприятий оценивает экономическую политику главных индустриальных держав по выбранным фондом критериям. Эти оценки должны соответствовать высказываниям о перспективах роста экономики и занятости в этих странах.
2007 год фонд Bertelsmann отметил кампанией «Предприятие для региона», ориентированной на пропаганду в обществе предпринимательства. Целью было продвижение частных инициатив и принятие на себя общественной ответственности. Кампания должна была также обратить внимание на тематику «ответственного предпринимательства», чтобы мотивировать последователей к собственным проектам.

### Партнёры в области школьного образования
Некоторые из партнёров:
1. Центр образовательных программ в Интернете (нем. Zentrale für Unterrichtsmedien im Internet)[5] (c 2010)
2. Институт Густава Штреземана (нем. Gustav Stresemann Institut)
3. Евангелистская академия Локкум (нем. Evangelische Akademie Loccum)[6]
4. Фонд Ханнса Зейдель (нем. Hanns-Seidel-Stiftung)[7]
5. Государственный институт ранней педагогики (англ. Staatsinstitut für Frühpädagogik) (IFP)[8]
6. Фонд «Молодёжь и образование» (нем. Stiftung Jugend und Bildung)[9] (среди прочего: издатель школьного портала www.sozialpolitik.com)

## Список политико-экономических требований
После прихода к власти правительства Герхарда Шрёдера фонд опубликовал в журнале Capital каталог политико-экономических требований для первых ста дней правительства. Его содержание:
- В политике социального страхования в течение десяти лет надо упразднить пособие по безработице и в дальнейшем ограничить социальное пособие. Урезание социальной помощи автоматически уменьшило бы связанную с ней минимальную зарплату. Снижение минимальной зарплаты уменьшило бы безработицу и в то же время послужило бы санации государственных финансов.
- Снижение остальных заработных плат на 15 % и уменьшение пособий по увольнению позволило бы предприятиям нанимать больше рабочих и служащих и тем самым понизить безработицу.
- Выплаты в фонд социального страхования, выплачиваемые предпринимателями, должны были в среднесрочной перспективе полностью перенесены на работников.

Фонд утверждал, что Федеративная республика Германия с 2010 года больше не в состоянии обеспечивать пенсии, здравоохранение и выплаты по безработице на прежнем уровне. Бывший федеральным канцлером с 1998 по 2005 год Герхард Шрёдер, как и сменившая его на этом посту в 2005 году Ангела Меркель, воспринимал рекомендации фонда всерьёз. Многие из требований вошли в план реформ Шрёдера Agenda 2010 и были отброшены с принятием программы ALG II.

## Критика
- Многие издания высказывают сомнения в политической нейтральности фонда, например журнал Der Tagesspiegel:
  - Политическая односторонность фонда выражается в том, что в проектах фонда участвуют в первую очередь политики и чиновники либеральных взглядов. Из левых партий привлекаются только «такие радикалы рынка как Освальд Метцгер» из Зелёных (с апреля 2008 года член ХДС). В то же время, фонд не имеет контактов с партией Левых[10].
  - Вдобавок фонд занимается, путём предварительных обсуждений с политиками в кулуарах парламента, «приватизацией политики» (Бёкельсманн). Сотрудничество с министерствами и политиками следует принципу взаимной инструментализации: чиновники и политики получили защищённое пространство, где их бесплатно и эксклюзивно информируют и где они могут дискутировать, в то время как фонд обеспечил за это доступ ко всем проектам, на которые он хотел бы влиять. В результате неважно, кто будет избран, так как фонд Bertelsmann всегда правит вместе с правительством[10].
- По мнению общественного объединения LobbyControl, публикуемый фондом рейтинг стран не обоснован научно и полностью соответствует «канонам неолиберальных реформ». «Высокая доля бюджетных расходов в ВВП учитывается целиком как отрицательный фактор в оценке как высокие налоги и вычеты. В качестве позитивных факторов расцениваются сдержанность в зарплатах, частичная занятость и низкая забастовочная квота. Вопросы справедливости распределения, качества жизни и условия труда остаются без внимания.» Нет никаких фактических доказательств представления о негативном влиянии высокой государственной квоты, которого придерживается фонд в своих рейтингах. На самом деле в экономической науке принимается во внимание не уровень государственной квоты, а то, на что государство тратит свою часть ВВП[11] «Упрощенческий способ идеологического воздействия», имеющий место в рейтинге стран, «типичен для радикальной неолиберальной экономической политики Bertelsmann», считает Франк Бёкельманн, один из авторов книги об этом фонде[12].
- По мнению левоориентированной ежедневной газеты Junge Welt фонд - это «мозговой центр, который осуществляет политическую власть посредством таких „неолиберальных реформ“ как плата за обучение, управление в школах, Hartz IV, а также таких кампаний, как „Du bist Deutschland“.»[13]
- «Теневое правительство в Гютерсло» оперирует de facto общественными деньгами, так как основатель фонда Мон сохранил от уплаты налогов на наследство и дарение путём перевода трёх четвертей своего акционерного капитала в фонд около двух миллиардов евро, а ежегодные выплаты дивидендов фонда не облагаются налогами. Таким образом, со своим годовым бюджетом в 60 миллионов евро фонд дальше отдалённо не приближается к той сумме, которой он стоил казне[10]. Социолог и исследователь фондов Франк Адлофф называет не выдерживающим критики положение, при котором фонд не обязан отчитываться за использование этих денег ни перед парламентом ни перед счётной палатой. В США пользующимся налоговыми льготами фондам не разрешается владеть более чем 20 % акций предприятия, чтобы избежать возможных конфликтов интересов. При этом они должны публично рассчитывать свои издержки[10]. Недавняя экспертиза независимых юристов, в которой расследовалась «общественная польза» фонда в смысле §§ 52 ff. налогового законодательства, установила, что предпосылок для налоговых льгот фонду как общественно полезному больше нет. Напротив, связанное с этим освобождение от налогов названо несправедливым, так как за счёт финансируемого с помощью налоговых средств частное консультирование политиков в обход демократического волеизъявления путём публичного дискурса в конституционных органах проводится переформирование сущности общества в соответствии с представлениями основателя фонда Рейнхарда Мона[14].
- Своими публичными инициативами фонд Bertelsmann создал искусственную потребность, особенно относительно якобы необходимого сокращения услуг, оказываемых коммунальными самоуправлениями, которые затем удовлетворяются, например, дочерним предприятием arvato. Для медийных кампаний фонда служат принадлежащие концерну Bertelsmann телевизионные станции RTL и VOX, а также многочисленные журналы издательства Gruner & Jahr. Фонд также имеет долю в Spiegel и Financial Times Deutschland[15].
- Томас Шулер в свей книге «Бертельсманн-республика Германия — фонд делает политику»[16] подвергал сомнению благотворительный характер фонда, критикуя немецкий закон о фондах, который вообще разрешает такие фонды, как Фонд Бертельсмана[17]. Эксперт по фондовому праву профессор Петер Раверт заявил[18]:

На капиталовложение, чья стоимость по самым консервативным оценкам составляет более десяти миллиардов евро, фонд даёт проценты (в форме 72 миллионов ежегодных отчислений), которые даже сейчас меньше, чем если бы эти деньги держались на депозите. В Соединённых Штатах для охотно восхваляемого экспертами Bertelsmann фонда Dorado такие результаты имели бы негативные последствия по налоговым льготам. А что было бы, если бы масштабы эффективности фонда, например в политике высшей школы, были перенесены на управление их собственным имуществом?

Клеменс Кноблох исследовал в своей книге «Мы же не глупы!: предпринимательство в высшей школе» воздействие как частноэкономической, так и якобы общественно полезной деятельности фонда Bertelsmann на сектор образования Германии особенно инициированный фондом Болонский процесс[прояснить].